# Afghanische Fußballnationalmannschaft (U-23-Männer)
Die afghanische U-23-Fußballnationalmannschaft ist eine Auswahlmannschaft afghanischer Fußballspieler. Sie unterliegt der Afghanistan Football Federation und repräsentiert ihn international auf U-23-Ebene, etwa in Freundschaftsspielen gegen die Auswahlmannschaften anderer nationaler Verbände oder bei den Olympischen Sommerspielen.
Spielberechtigt sind Spieler, die ihr 23. Lebensjahr noch nicht vollendet haben und die afghanische Staatsangehörigkeit besitzen; bei den Olympischen Sommerspielen und dessen Ablegern sind außerdem drei Spieler, die ihr 23. Lebensjahr überschritten haben, spielberechtigt.

## Geschichte
Die U-23-Nationalmannschaft wurde nach dem Fall des Taliban-Regimes gegründet; erster Trainer wurde Mir Ali Asghar Akbarzada. Ihr erstes internationales Turnier bestritt die Auswahl bei den Asienspielen 2002 im südkoreanischen Busan. Möglich wurde die Teilnahme nach dem Rückzug der Mongolei durch einen Zuschuss der FIFA in Höhe von 40.000 $. Am 28. September 2002 bestritt die Mannschaft dann ihr erstes offizielles Länderspiel gegen die Auswahl Irans und verlor mit 0:10. Die beiden folgenden Spiele gegen Katar und Libanon wurden jeweils mit 0:11 verloren und stellen damit bis heute die höchste Niederlage einer U-23-Auswahl Afghanistans.
2004 folgte die erste Teilnahme an den Südasienspielen im pakistanischen Islamabad, 2006 die zweite im sri-lankischen Colombo; beide Turniere endeten jeweils nach der Vorrunde.
Im Februar 2007 traf Afghanistan bei der Qualifikation zu den Olympischen Spielen 2008 in Peking auf Vietnam. Das Hinspiel wurde jedoch abgesagt, da der afghanische Fußballverband die Reise nach Vietnam nicht finanzieren konnte. Das Spiel, eigentlich auf den 7. Februar datiert, wurde von der FIFA auf den 14. Februar verschoben und auf ein Rückspiel wurde verzichtet; das Team vom südkoreanischen Trainer Sung Jea-lee verlor mit 0:2.
Der größte Erfolg der afghanischen U-23-Nationalmannschaft war der zweite Platz bei den Südasienspielen 2010. Nach den Siegen gegen Indien (1:0), Pakistan (2:1) und Sri Lanka (2:0) wurde die von Elyas Manochehr trainierte Auswahl Sieger der Gruppe A. Nach dem Halbfinal-Sieg gegen Nepal (1:0) erreichte man das Finale, wo man allerdings mit 0:4 gegen Bangladesch verlor und die Silbermedaille gewann.
Im Frühjahr 2015 nahm Afghanistan an der Qualifikation zur U-23-Asienmeisterschaft 2016 und damit gleichzeitig auch zu der zum olympischen Fußballturnier für Rio de Janeiro 2016 teil. Dabei übernahm der Iraner Hosein Saleh das Amt seines Vorgängers Khoda Dad Zahir, der die Mannschaft während der Asienspiele 2014 betreute, und wurde der zweite ausländische Trainer nach Sung Jea-lee. Nach zwei Niederlagen, einem Unentschieden und einem Sieg gelang die Qualifikation nicht. Auch für die Turniere 2018 und 2020 konnte man sich nicht qualifizieren.

## Trainer
| Nr. | Name                     | Jahr(e) |
| --- | ------------------------ | ------- |
| 1   | Mir Ali Asghar Akbarzada | 2002    |
| 2   | Abdul Rasul Rasekh       | 2004    |
| 3   | ?                        | 2006    |
| 4   | Sung Jea-lee             | 2007    |
| 5   | Elyas Manochehr          | 2010    |
| 6   | Khoda Dad Zahir          | 2014    |
| 7   | Hosein Saleh             | 2015    |
| 8   | Elyas Manochehr          | 2017    |
| 9   | Mujtaba Faiz             | 2018–   |

## Aktuelles

### Länderspiele
Hauptartikel: Liste der Länderspiele der afghanischen Fußballnationalmannschaft (U-23-Männer)
Aufgelistet sind die Spiele der letzten zwölf Monate sowie zukünftig geplante Länderspiele. Die Ergebnisse werden aus afghanischer Sicht genannt.
| Datum         | Spielort | Gegner   | Art des Spiels                        | Ergebnis  | Torschützen                  |
| ------------- | -------- | -------- | ------------------------------------- | --------- | ---------------------------- |
| 25. Dez. 2018 | Doha     | Pakistan | Freundschaftsspiel                    | 1:1 (0:0) | Sharifi (78.)                |
| 22. März 2019 | Doha     | Katar    | Asienmeisterschaft-2020-Qualifikation | 0:2 (0:2) |                              |
| 24. März 2019 | Doha     | Oman     | Asienmeisterschaft-2020-Qualifikation | 1:2 (0:0) | Haydary (77.)                |
| 26. März 2019 | Doha     | Nepal    | Asienmeisterschaft-2020-Qualifikation | 2:0 (2:0) | Khorami (24.), Haydary (34.) |

- grüne Hintergrundfarbe = Sieg der afghanischen Mannschaft
- gelbe Hintergrundfarbe = Unentschieden
- rote Hintergrundfarbe = Niederlage der afghanischen Mannschaft

### Kader

#### Aktueller Kader
Die Tabelle nennt alle Spieler, die im Kader für die U-23-Asienmeisterschafts-Qualifikationsspiele vom 19. bis 23. Juli 2017 stehen.
| Nr.                  | Name                    | Verein            | Geburts- datum | Länderspiel- einsätze | Länderspiel- tore | Debüt         | Letzter Einsatz |
| Tor                  | Tor                     | Tor               | Tor            | Tor                   | Tor               | Tor           | Tor             |
| -------------------- | ----------------------- | ----------------- | -------------- | --------------------- | ----------------- | ------------- | --------------- |
| 01                   | Faisal Hamidi           | Tofan Harirod     | 6. Juli 1997   | 5                     | 0                 | 21. Juli 2017 | 26. März 2019   |
| 22                   | Mohammadullah Mangal    | unbekannt         |                | 0                     | 0                 | –             | –               |
| 23                   | Mohammad Edris Wajodi   | unbekannt         |                | 0                     | 0                 | –             | –               |
| Abwehr               |                         |                   |                |                       |                   |               |                 |
| 02                   | Mortaza Rezahi          | unbekannt         |                | 4                     | 0                 | 25. Dez. 2018 | 26. März 2019   |
| 03                   | Ali Baset Nazari        | unbekannt         |                | 4                     | 0                 | 25. Dez. 2018 | 26. März 2019   |
| 04                   | Amanullah Sardari       | De Spinghar Bazan | 1. Apr. 1994   | 6                     | 0                 | 19. Juli 2017 | 26. März 2019   |
| 05                   | Najim Haidary           | BVV Barendrecht   | 26. Dez. 1999  | 3                     | 0                 | 22. Juli 2017 | 26. Juli 2017   |
| 12                   | Mahboob Hanafi          | unbekannt         |                | 2                     | 0                 | 25. Dez. 2018 | 24. März 2019   |
| 13                   | Mujeebullah Faizi       | unbekannt         |                | 0                     | 0                 | –             | –               |
| 14                   | Atiqullah Sultani       | unbekannt         |                | 1                     | 0                 | 24. März 2019 | 24. März 2019   |
| 15                   | Shir Ali Lali           | De Spinghar Bazan | 14. Mai 1993   | 0                     | 0                 | –             | –               |
| Mittelfeld           |                         |                   |                |                       |                   |               |                 |
| 06                   | Abdul Rashid Achekzai   | unbekannt         |                | 4                     | 0                 | 25. Dez. 2018 | 26. März 2019   |
| 07                   | Omran Haydary           | FC Dordrecht      | 13. Jan. 1998  | 3                     | 2                 | 22. März 2019 | 26. März 2019   |
| 08                   | Nematullah Karimi       | unbekannt         |                | 4                     | 0                 | 25. Dez. 2018 | 26. März 2019   |
| 10                   | Said Ramin Akbar Said   | unbekannt         |                | 2                     | 0                 | 22. März 2019 | 26. März 2019   |
| 16                   | Ali Reza Rahman         | unbekannt         |                | 0                     | 0                 | –             | –               |
| 17                   | Yar Mohammad Zakarkhel  | De Maiwand Atalan |                | 6                     | 0                 | 19. Juli 2017 | 26. März 2019   |
| 18                   | Hamid Nezami            | unbekannt         |                | 4                     | 0                 | 25. Dez. 2018 | 26. März 2019   |
| 19                   | Aria Mohammadi          | unbekannt         |                | 0                     | 0                 | –             | –               |
| 20                   | Mohammad Noman Walizada | unbekannt         |                | 3                     | 0                 | 22. März 2019 | 26. März 2019   |
| Angriff              |                         |                   |                |                       |                   |               |                 |
| 09                   | Fareed Sadat            | FC Lahti          | 10. Nov. 1998  | 3                     | 0                 | 22. März 2019 | 26. März 2019   |
| 11                   | Suliman Shah Khorami    | unbekannt         |                | 3                     | 1                 | 22. März 2019 | 26. März 2019   |
| 21                   | Maiwand Tokhi           | unbekannt         |                | 0                     | 0                 | –             | –               |
| Stand: 26. März 2019 |                         |                   |                |                       |                   |               |                 |

#### Erweiterter Kader
Die Tabelle nennt alle Spieler, die in den letzten zwölf Monaten im Kader der U-23-Nationalmannschaft standen.
| Nr.                      | Name                     | Verein            | Geburts- datum | Länderspiel- einsätze | Länderspiel- tore | Debüt         | Letzter Einsatz |
| Tor                      | Tor                      | Tor               | Tor            | Tor                   | Tor               | Tor           | Tor             |
| ------------------------ | ------------------------ | ----------------- | -------------- | --------------------- | ----------------- | ------------- | --------------- |
|                          | Hamidullah Haji Abdullah | Tofan Harirod     | 30. Juni 1994  | 6                     | 0                 | 25. März 2015 | 25. Dez. 2018   |
| Abwehr                   |                          |                   |                |                       |                   |               |                 |
|                          | Nik Qadam Ahmadi         | unbekannt         |                | 0                     | 0                 | –             | –               |
|                          | Tamim Jan Arabzada       | unbekannt         |                | 0                     | 0                 | –             | –               |
| Mittelfeld               |                          |                   |                |                       |                   |               |                 |
|                          | Fardin Hakimi            | Shaheen Asmayee   | 5. Sep. 1995   | 7                     | 0                 | 23. März 2015 | 25. Dez. 2018   |
|                          | Abdul Raziq Ghafoori     | unbekannt         |                | 2                     | 0                 | 21. Juli 2017 | 23. Juli 2017   |
|                          | Gholam Rasool Fasali     | unbekannt         |                | 0                     | 0                 | –             | –               |
|                          | Ahmad Rabi Noshad        | unbekannt         |                | 0                     | 0                 | –             | –               |
| Angriff                  |                          |                   |                |                       |                   |               |                 |
|                          | Amruddin Sharifi         | Alai Osch         | 2. Juli 1992   | 1                     | 0                 | 24. März 2019 | 24. März 2019   |
|                          | Abdul Wahid Noorzai      | De Maiwand Atalan | 21. Sep. 1993  | 0                     | 0                 | –             | –               |
| Stand: 25. Dezember 2018 |                          |                   |                |                       |                   |               |                 |

### Aktueller Betreuerstab
| Position         | Name                 |
| ---------------- | -------------------- |
| Cheftrainer      | Mujtaba Faiz         |
| Assistenztrainer | Hamidullah Masoudi   |
| Torwarttrainer   | Hamidullah Yousufzai |
| Teammanager      | Masood Hashimi       |

## Bilanzen

### Olympischen Spiele
Teilnahme an den Olympischen Spielen:
- 1992 in Barcelona Teilnahme zurückgezogen
- 1996 – 2004 nicht teilgenommen
- 2008 in Peking nicht qualifiziert
- 2012 in London nicht teilgenommen
- 2016 in Rio de Janeiro nicht qualifiziert

### Asienspiele
Teilnahmen an den Asienspielen:
- 2002 in Busan: Vorrunde
- 2006 bis 2010: Nicht teilgenommen
- 2014 in Incheon: Vorrunde
- 2018: Nicht teilgenommen

### Asienmeisterschaft
Teilnahme an den Asienmeisterschaften:
- 2016 – 2020: nicht qualifiziert

### Südasienspiele
Teilnahmen an den Südasienspielen:
- 2004 in Islamabad Vorrunde
- 2006 in Colombo Vorrunde
- 2010 in Dhaka Finale